# Sportwagen

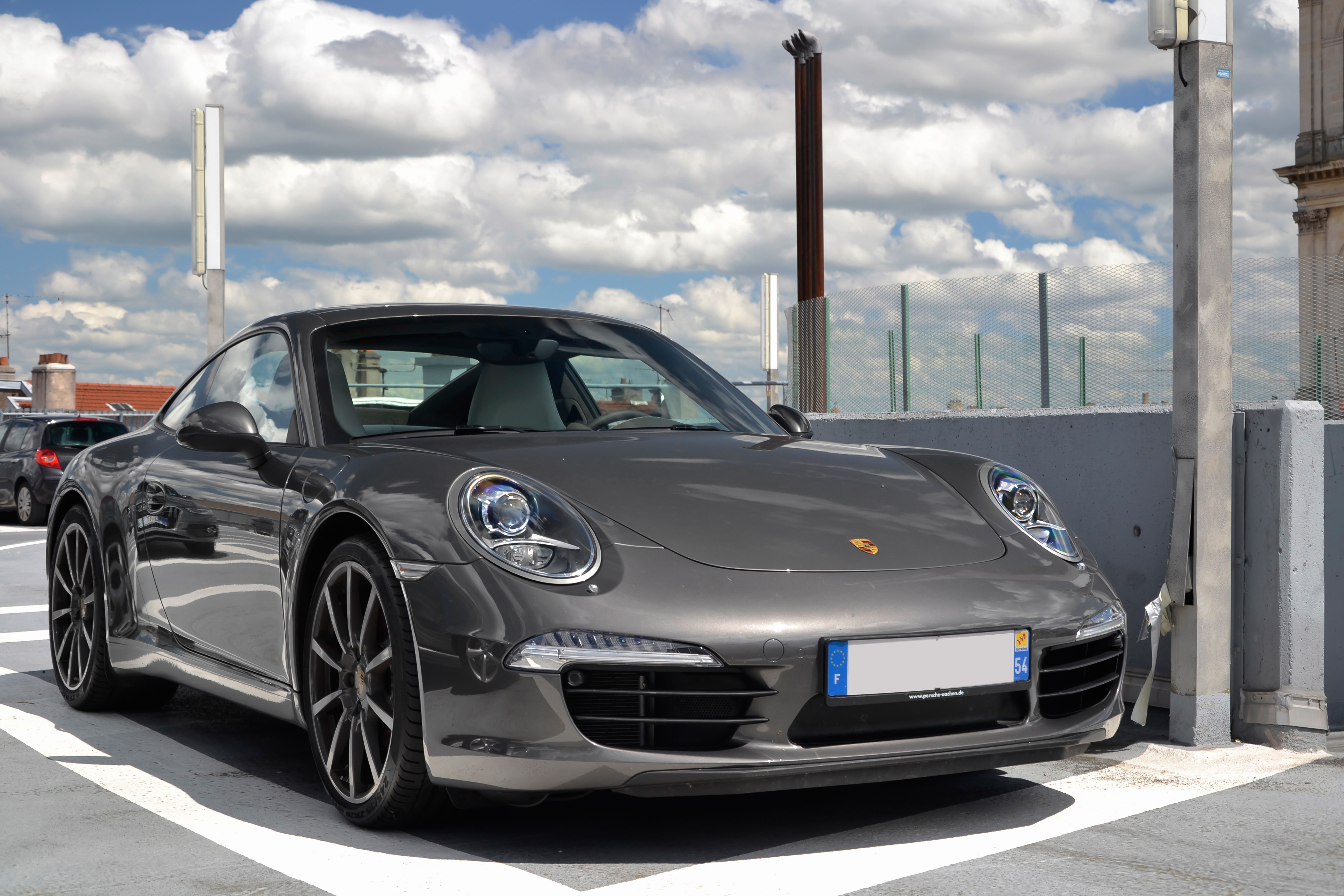
Porsche 911

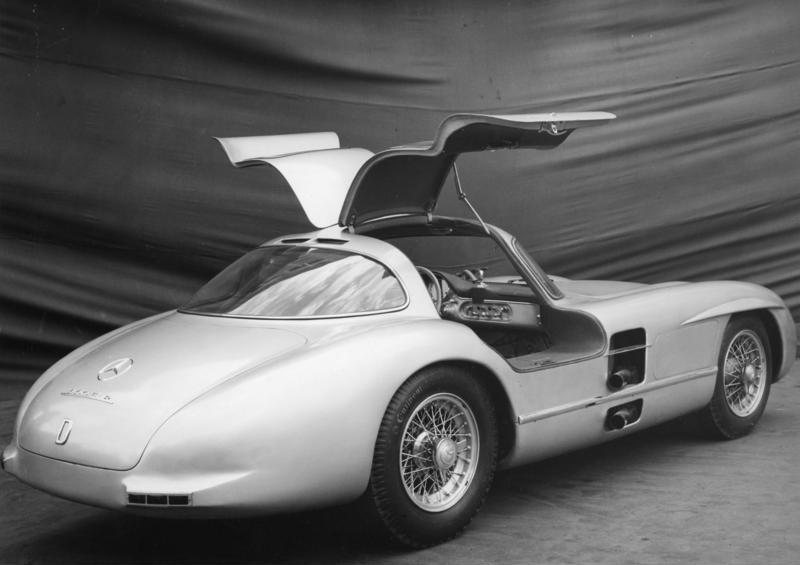
Klassieke sportwagen, de Mercedes-Benz 300 SLR Uhlenhaut Coupe

Een sportauto is een auto die gericht is op een sportieve rijstijl (snelle acceleratie, hoge topsnelheid). Een sportauto is meestal uitgevoerd als coupé die ruimte biedt aan minimaal 2 personen, maar ook vaak als cabrio of targa leverbaar.
De auto heeft vaker een lagere grondspeling en is stugger geveerd om de wegligging te bevorderen. Hiermee heeft hij dan ook een lage instaphoogte. Voor de ideale gewichtsverdeling is de motor vaak vlak achter de bestuurder geplaatst en drijft soms alleen de achterwielen aan, maar ook vierwielaandrijving is veel voorkomend. De motor beschikt over een groter vermogen om de prestaties te verhogen. Sportauto's maken vaker gebruik van technieken uit de autosport (zoals de formule 1). Een voorbeeld hiervan zijn de keramische remschijven voor betere remprestaties en de snelschakelende automatische versnellingsbak die wordt bediend met een "paddle"-schakeling op het stuur.

## Bekende sportwagenmerken
- Alfa Romeo
- Alpina
- Aston Martin
- Bugatti
- Corvette
- Ferrari
- Koenigsegg
- Lamborghini
- Lotus
- Maserati
- McLaren
- Mercedes-AMG
- Pagani
- Porsche